# Goong đe
Goong đe là nhạc cụ có cấu tạo giống như đàn goong, phổ biến ở tỉnh Gia Lai, thường do người Ba Na sử dụng. Nhạc cụ này có 2 đến 4 dây, nhưng một số cây có đến 10 dây. Người ta dùng goong đe để đệm cho những nhạc cụ khác hoặc đánh bè nền đệm hát.
Thân đàn goong đe là một miếng gỗ gầy (không dùng ống tre như đàn goong). Những dây đàn cách nhau quãng bốn hoặc quãng năm. Khi đệm nhạc, người chơi thường đánh từng đôi âm một (đánh rải hoặc đánh chùm), có khi họ dùng ngón cái của bàn tay phải để vuốt tất cả các dây đàn nhằm tăng hiệu quả bè cho giai điệu.
Goong đe là nhạc cụ dành cho nam giới, kỹ thuật diễn tấu tương tự như cách chơi đàn goong.